# Kirsten Bolmová
Kirsten Bolmová (* 4. března 1975, Frechen, Severní Porýní-Vestfálsko) je bývalá německá atletka, sprinterka, která se specializovala na krátké překážkové běhy.
První úspěch zaznamenala v roce 1992 na MS juniorů v jihokorejském Soulu, kde ve finále doběhla na 5. místě. O dva roky později se stala v Lisabonu juniorskou mistryní světa v běhu na 100 metrů překážek.
Na halovém mistrovství Evropy 2002 ve Vídni vybojovala původně bronzovou medaili v čase 7,97 s. Poté, co však byla diskvalifikována z prvního místa pro porušení pravidel španělská atletka s nigerijskými kořeny Glory Alozieová, se posunula na stříbrnou pozici. Na dalších dvou halových evropských šampionátech, v Madridu 2005 a v Birminghamu 2007 získala vždy bronz. Na MS v atletice 2005 v Helsinkách doběhla ve finále na 4. místě v čase 12,82 s. V roce 2006 skončila na halovém MS v Moskvě na 5. místě. V témže roce se stala v Göteborgu vicemistryní Evropy. Stříbrnou medaili však získala společně s Irkou Derval O'Rourkeovou, která měla v cíli stejný čas 12,72 s.
V roce 2007 předčasně ukončila sezónu kvůli zdravotním problémům se srdcem. O rok později ukončila svoji aktivní kariéru, když se vinou zranění nekvalifikovala na letní olympijské hry v Pekingu. Vystudovala psychologii na univerzitě Ruprechta-Karla v Heidelbergu.

## Osobní rekordy
- 60 m př. (hala) – 7,89 s – 9. března 2002, Glasgow
- 100 m př. (dráha) – 12,59 s  – 22. července 2005, Londýn